# Henri Reymond
Henri Reymond (* 9. November 1819 in Morges; † 2. Juli 1879 ebenda, heimatberechtigt in Le Chenit und Morges) war ein Schweizer Politiker.

## Leben
Reymond war Leiter einer Gerberei und führte diese erfolgreich. Von 1852 bis 1853 war er Direktor der Waadtländer Kantonalbank. Später war er von 1856 bis 1878 Bankrat dieser Bank sowie von 1870 bis 1872 der Union vaudoise de crédit.
Im Jahre 1845 war er in die radikale Revolution involviert und trieb die Association patriotique stark voran. In den Jahren 1845 bis 1852 war er Präfekt von Morges. Der Opposition gegen Louis-Henri Delarageaz schloss er sich an und unterstützte deren Koalition, die im Jahre 1862 den Staatsrat des Kantons Waadt stürzte. Reymond nahm von 1852 bis 1853 Einsitz im Ständerat. Bei den Parlamentswahlen 1866 wurde er in den Nationalrat gewählt, dem er bis 1877 angehörte.